# Кінотеатр Дафі (Харків)
Кінотеатр Дафі (Харків) — один з найбільших кінотеатрів у Харкові. Наразі входить до складу мережі кінотеатрів Multiplex, знаходиться на 3-му поверсі (приміщення № 539) торговельно-розважального центру «Дафі», що розтошован на Салтівці в Харкові біля станції метро «Героїв праці».
Часи роботи кінотеатру 10:00 — 03:00. Після 22:00 працює центральний вхід в ТРЦ
До 19 квітня 2016 року в його приміщені знаходився кінотеатр міжнародної мережі Кронве́рк Сі́нема, до 26 травня кінотеатр не працював.

## Історія
Відкриття кінотеатру відбулося 4 квітня 2009 року під назвою Kronverk™ (був 14-им відкритим кінотеатром цієї мережі).
Закриття Кронверку сталося 19 квітня 2016 року.
26 травня відкрився новий кінотеатр від мережі Multiplex.

## Опис
Знаходиться у торговельно-розважальному комплексі «Дафі». В кінотеатрі 7 окремих залів. Перша зала розрахована на 412 місць, друга і третя — на 275, четверта, п'ята та сьома — на 162, а шоста — на 142 місця. Загальна кількість місць у 7-ох залах становить 1 522.